# Bob Dylan’s 115th Dream
Bob Dylan’s 115th Dream – piosenka skomponowana przez Boba Dylana, nagrana przez niego w styczniu 1965, a wydana na albumie Bringing It All Back Home w marcu tegoż roku.

## Historia i charakter utworu
"Bob Dylan’s 115th Dream” to kolejna kompozycja należąca do grupy surrealistycznych piosenek Dylana. W krajach anglosaskiej kultury tego typu opowieści, zazwyczaj dość długie, z absurdalnymi, nierzeczywistymi i nieracjonalnymi zachowaniami bohaterów prowadzącymi do dziwacznego i często w ogóle niezwiązanego z akcją zakończenia, nosiły nazwę „shaggy dog stories”.
Cały utwór ma charakter fantasmagorii, dlatego zapewne producent Tom Wilson i Dylan zdecydowali się wybrać na album wersję z fałszywym początkiem i następującym po nim wybuchem śmiechu Dylana.
W 1963 r. Dylan miał swój pierwszy „sen”, który zaowocował piosenką Bob Dylan’s Dream. O następnych 113 snach artysta nigdzie nie wspomina; najwyraźniej nie były one zbyt istotne.
"115. sen” to luźna satyryczna powiastka, która żartobliwie traktuje „nowy świat”. Kapitanem statku „Mayflower” jest Arab (postać wzorowana na Ahabie z powieści Moby Dick Hermana Melville’a). Człowiek ten w pogoni za metaforycznym wielorybem Mobym Dickiem zatrzymuje się we współczesnej Ameryce. Obrazy, które od tego momentu ukazują się przed jego oczami, mają charakter ewidentnie farsowy. Treść piosenki zmierza w kierunku czarnej groteski, jednak wizja ta jest złagodzona elementami humorystycznymi i absurdalną grą słów.
Dylan posłużył się w tej piosence techniką stosowaną w montażu filmowym; pokazuje szereg szybko zmieniających się i narastających kaskadowo obrazów.
Chociaż ostatecznie utwór ten jest zdecydowanie humorystyczny, to wersja wykonywana w październiku 1988 r. miała charakter ponury.

## Wersje Dylana
- 13 stycznia 1965 – sesje nagraniowe w Columbia Studio A w Nowym Jorku. Powstały dwie wersje kompozycji.
- 14 stycznia 1965 – sesje nagraniowe w Columbia Studio A w Nowym Jorku. Powstały trzy wersje utworu; pierwsza (z fałszywym wstępem) została wybrana na album.

Dylan wykonywał ten utwór tylko w 1988 r.
- 13 października 1988 - koncert w „The Tower Theatre” w Upper Darby w stanie Pensylwania
- 14 października 1988 – koncert w „The Tower Theatre” w Upper Darby w Pensylwanii
- 16 października 1988 – koncert w „Radio City Music Hall” w Nowym Jorku
- 17 października 1988 – koncert w „Radio City Music Hall” w Nowym Jorku
- 18 października 1988 – koncert w „Radio City Music Hall” w Nowym Jorku
- 19 października 1988 – koncert w „Radio City Music Hall” w Nowym Jorku